# Дискографія Тіффані Йон
Дискографія південнокорейської та американської співачки Тіффані Йон складається з двох мініальбомів, десяти синглів і дванадцяти саундтреків. У серпні 2007 року вона дебютувала в південнокорейському жіночому гурті Girls' Generation і з тих пір досягла величезної популярності на азійській музичній сцені. Тіффані також була учасницею підрозділу Girls' Generation-TTS і записала пісні для саундтреків різноманітних телесеріалів і фільмів.
Її сольна кар’єра почалася в травні 2016 року з випуском мініальбому I Just Wanna Dance. Реліз посів третє місце в Gaon Album Chart і розійшовся тиражем понад 63 154 копій у Південній Кореї. Заголовний трек «I Just Wanna Dance» посів десяте і восьме місця в Gaon Digital Chart і Billboard World Digital Songs відповідно. У червні 2016 року Тіффані випустила промосингл «Heartbreak Hotel» для реклами цифрової музичної платформи її лейблу SM Entertainment SM Station.
Хоча Йон залишається учасницею Girls' Generation, у жовтні 2017 року вона залишила SM Entertainment та повернулася до Лос-Анджелеса, щоб продовжити сольну кар'єру. Після випуску чотирьох позаальбомних синглів у 2018 році, в лютому наступного року співачка випустила свій другий мініальбом Lips on Lips разом із головними треками «Born Again» і «Lips on Lips».

## Мініальбоми
| Назва                                                                       | Деталі | Пікові позиції в чартах | Пікові позиції в чартах | Пікові позиції в чартах | Пікові позиції в чартах | Пікові позиції в чартах | Продажі                                 | Сертифікації              |
| Назва                                                                       | Деталі | KOR                     | JPN                     | US Heat.                | US Ind.                 | US World                | Продажі                                 | Сертифікації              |
| Корейські                                                                   | Корейські                                                                                                  | Корейські               | Корейські               | Корейські               | Корейські               | Корейські               | Корейські                               | Корейські                 |
| --------------------------------------------------------------------------- | --- | ----------------------- | ----------------------- | ----------------------- | ----------------------- | ----------------------- | --------------------------------------- | ------------------------- |
| I Just Wanna Dance                                                          | - Реліз: 11 травня 2016 - Лейбл: SM Entertainment - Формат: CD, цифрове завантаження, потокове мультимедіа | 3                       | 41                      | 10                      | 49                      | 3                       | - Південна Корея: 66 549 - Японія: 4281 | Н/Д                       |
| Англійські                                                                  | |                         |                         |                         |                         |                         |                                         |                           |
| Lips on Lips                                                                | - Реліз: 22 лютого 2019 - Лейбл: Transparent Arts - Формат: CD, цифрове завантаження, потокове мультимедіа | 8                       | —                       | 9                       | 30                      | —                       | - Південна Корея: 11 371 - США: 1,000   | - Південна Корея: Платина |
| «—» позначає реліз, який не потрапив у чарт або не вийшов на цій території. | |                         |                         |                         |                         |                         |                                         |                           |

## Сингли

### Головна артистка
| Назва                                                                       | Рік       | Пікові позиції в чартах | Пікові позиції в чартах | Продажі                   | Альбом               |
| Назва                                                                       | Рік       | KOR                     | US World                | Продажі                   | Альбом               |
| Корейські                                                                   | Корейські | Корейські               | Корейські               | Корейські                 | Корейські            |
| --------------------------------------------------------------------------- | --------- | ----------------------- | ----------------------- | ------------------------- | -------------------- |
| «I Just Wanna Dance»                                                        | 2016      | 10                      | 5                       | - Південна Корея: 183 799 | I Just Wanna Dance   |
| «Heartbreak Hotel» (за участю Саймона Домініка)                             | 2016      | 84                      | —                       | - Південна Корея: 43 427  | SM Station Season 1  |
| Англійські                                                                  |           |                         |                         |                           |                      |
| «Over My Skin»                                                              | 2018      | —                       | —                       | Н/Д                       | Сингли поза альбомом |
| «Teach You»                                                                 | 2018      | —                       | —                       | Н/Д                       | Сингли поза альбомом |
| «Born Again»                                                                | 2019      | —                       | —                       | Н/Д                       | Lips on Lips         |
| «Lips on Lips»                                                              | 2019      | —                       | —                       | Н/Д                       | Lips on Lips         |
| «Runaway» (за участю Бейбіфейса)                                            | 2019      | —                       | —                       | Н/Д                       | Lips on Lips         |
| «Magnetic Moon»                                                             | 2019      | —                       | —                       | Н/Д                       | Сингли поза альбомом |
| «Run For Your Life»                                                         | 2019      | —                       | —                       | Н/Д                       | Сингли поза альбомом |
| «—» позначає реліз, який не потрапив у чарт або не вийшов на цій території. |           |                         |                         |                           |                      |

### Промо-сингли
| Назва        | Рік  | Альбом |
| ------------ | ---- | ------ |
| «Peppermint» | 2018 | Н/Д    |

### Співпраці
| Назва | Рік  | Пікові позиції в чартах | Продажі                    | Альбом                                  |
| Назва | Рік  | KOR                     | Продажі                    | Альбом                                  |
| --- | ---- | ----------------------- | -------------------------- | --------------------------------------- |
| «Love Hate» (з Джессікою та Сохьон)                                                                                      | 2008 | *                       | Н/Д                        | Сингли поза альбомом                    |
| «GMPer's Song» (з Джессікою)                                                                                             | 2008 | —                       | Н/Д                        | 2008 GMP Song (Good Morning Pops)       |
| «Picnic Song» (з Джессікою)                                                                                              | 2008 | —                       | Н/Д                        | 2008 GMP Song (Good Morning Pops)       |
| «Mabinogi» (з Джессікою та Сохьон)                                                                                       | 2008 | *                       | Н/Д                        | Сингли поза альбомом                    |
| «Cabi Song» (з Тхейон, Джессікою, Санні, Юрі, Сохьон, Чансоном, Jun. K та Тхеґьоном)                                     | 2010 | —                       | Н/Д                        | Сингли поза альбомом                    |
| «You Are a Miracle» (з різними виконавцями)                                                                              | 2013 | 32                      | - Південна Корея: 53 496+  | 2013 SBS Gayo Daejun Friendship Project |
| «Talk About Love» (з різними виконавцями)                                                                                | 2014 | —                       | Н/Д                        | Сингли поза альбомом                    |
| «Shut Up» (частина Unnies)                                                                                               | 2016 | 3                       | - Південна Корея: 724 088+ | Сингли поза альбомом                    |
| «—» позначає реліз, який не потрапив у чарт або не вийшов на цій території. * позначає, що чарту на той час не існувало. |      |                         |                            |                                         |

### Запрошена артистка
| Назва | Рік  | Пікові позиції в чартах | Продажі | Альбом             |
| Назва | Рік  | KOR                     | Продажі | Альбом             |
| --- | ---- | ----------------------- | ------- | ------------------ |
| «The Secret» (Кім Донван за участю Тіффані)                                                                              | 2008 | *                       | Н/Д     | The Secret         |
| «A Girl, Meets Love» (K.Will за участю Тіффані)                                                                          | 2009 | *                       | Н/Д     | Dropping the Tears |
| «Feeling Only You» (The Blue за участю Тіффані та Суйон)                                                                 | 2009 | *                       | Н/Д     | The First Memories |
| «QnA» (Хан Хіджун за участю Тіффані)                                                                                     | 2015 | 158                     | Н/Д     | Сингл без альбому  |
| «Ruedy Boogie» (Truedy (트루디) за участю Тіффані)                                                                       | 2015 | —                       | Н/Д     | Unpretty Rapstar 2 |
| «Don't Speak» (Far East Movement за участю Тіффані та King Chain)                                                        | 2016 | —                       | Н/Д     | Identity           |
| «—» позначає реліз, який не потрапив у чарт або не вийшов на цій території. * позначає, що чарту на той час не існувало. |      |                         |         |                    |

## Саундтреки
| Назва | Рік  | Пікові позиції в чартах | Пікові позиції в чартах | Продажі                   | Альбом                                    |
| Назва | Рік  | KOR                     | KOR Hot                 | Продажі                   | Альбом                                    |
| --- | ---- | ----------------------- | ----------------------- | ------------------------- | ----------------------------------------- |
| «Touch the Sky» (з Тхейон, Джессікою, Санні та Сохьон)                                                                   | 2007 | *                       | *                       | Н/Д                       | Thirty Thousand Miles in Search of My Son |
| «The Little Boat» (з Тхейон, Джессікою, Санні та Сохьон)                                                                 | 2008 | *                       | *                       | Н/Д                       | Hong Gildong                              |
| «By Myself» | 2009 | *                       | *                       | Н/Д                       | Ja Myung Go                               |
| «Motion» (з Тхейон, Джессікою, Санні та Сохьон)                                                                          | 2009 | *                       | *                       | Н/Д                       | Heading to the Ground                     |
| «Ring» | 2010 | 26                      | *                       | Н/Д                       | Haru                                      |
| «Haechi» (з Тхейон, Джессікою, Санні та Сохьон)                                                                          | 2010 | —                       | *                       | Н/Д                       | My Friend Haechi                          |
| «Because It's You» | 2012 | 42                      | 40                      | - Південна Корея: 95 908  | Love Rain                                 |
| «Rise and Shine» (з Кюхьоном)                                                                                            | 2012 | 37                      | 34                      | - Південна Корея: 140 294 | To the Beautiful You                      |
| «One Step Closer» | 2013 | 39                      | 46                      | - Південна Корея: 100 049 | All About My Romance                      |
| «Cheap Creeper» (з Тхейон, Джессікою, Санні та Сохьон)                                                                   | 2014 | —                       | *                       | Н/Д                       | Make Your Move                            |
| «Good Life» (з Генрі) | 2014 | —                       | *                       | Н/Д                       | Final Recipe                              |
| «Only One» | 2015 | 90                      | *                       | - Південна Корея: 18 141  | Blood                                     |
| «—» позначає реліз, який не потрапив у чарт або не вийшов на цій території. * позначає, що чарту на той час не існувало. |      |                         |                         |                           |                                           |

## Інші пісні в чартах
| Назва | Рік  | Пікові позиції в чартах | Пікові позиції в чартах | Пікові позиції в чартах | Продажі                   | Альбом             |
| Назва | Рік  | KOR                     | KOR Hot                 | US World                | Продажі                   | Альбом             |
| --- | ---- | ----------------------- | ----------------------- | ----------------------- | ------------------------- | ------------------ |
| «Talk to Me» (з Джессікою)                                                                                               | 2010 | 28                      | *                       | —                       | Н/Д                       | Oh!                |
| «Lost in Love» (з Тхейон)                                                                                                | 2013 | 30                      | 45                      | —                       | - Південна Корея: 172 408 | I Got a Boy        |
| «Talk» | 2016 | 79                      | *                       | —                       | - Південна Корея: 31,097  | I Just Wanna Dance |
| «Fool» | 2016 | 116                     | *                       | —                       | - Південна Корея: 21 604  | I Just Wanna Dance |
| «What Do I Do» | 2016 | 113                     | *                       | —                       | - Південна Корея: 22 337  | I Just Wanna Dance |
| «Yellow Light» | 2016 | 135                     | *                       | —                       | - Південна Корея: 19 865  | I Just Wanna Dance |
| «Once in A Lifetime» | 2016 | 126                     | *                       | —                       | - Південна Корея: 21 636  | I Just Wanna Dance |
| «What Do I Do» (англійська версія)                                                                                       | 2016 | —                       | *                       | 14                      | Н/Д                       | I Just Wanna Dance |
| «—» позначає реліз, який не потрапив у чарт або не вийшов на цій території. * позначає, що чарту на той час не існувало. |      |                         |                         |                         |                           |                    |

## Відеокліпи
| Назва                                                             | Рік              | Режисер                                | Прим.            |
| Головна артистка                                                  | Головна артистка | Головна артистка                       | Головна артистка |
| ----------------------------------------------------------------- | ---------------- | -------------------------------------- | ---------------- |
| «I Just Wanna Dance»                                              | 2016             | VM Project Architecture                | [ 34 ]           |
| «Heartbreak Hotel» (за участю Саймона Домініка)                   | 2016             | Невідомий                              | [ 35 ]           |
| «Remember Me»                                                     | 2018             | Невідомий                              | [ 36 ]           |
| «Over My Skin»                                                    | 2018             | Proper Form                            | [ 37 ]           |
| «Teach You»                                                       | 2018             | Бомджін Дж. із VM Project Architecture | [ 40 ]           |
| «Born Again»                                                      | 2019             | Нікко Ламере                           | [ 42 ]           |
| «Lips on Lips»                                                    | 2019             | Нікко Ламере                           | [ 43 ]           |
| «Runaway (за участю Бейбіфейса, Хлої Флавер)»                     | 2019             | Нікко Ламере та Transparent Arts       | [ 44 ]           |
| «Magnetic Moon»                                                   | 2019             | GDW                                    | [ 46 ]           |
| «Run For Your Life»                                               | 2019             | Невідомий                              | [ 47 ]           |
| Запрошена артистка                                                |                  |                                        |                  |
| «Don't Speak» (Far East Movement за участю Тіффані та King Chain) | 2016             | Rigend Film                            | [ 48 ]           |

## Нотатки
1. ↑  «Heartbreak Hotel» була випущена разом із просуванням цифрової музичної платформи SM Entertainment SM Station.
2. ↑  Чарт K-pop Hot 100 був запущений «Білбордом» у 2011 році та призупинений у 2014 році.